# Tramwaje w Bombaju
Tramwaje w Bombaju − zlikwidowany system komunikacji tramwajowej w indyjskim mieście Bombaj (od 1995 r. noszącym nazwę Mumbaj) działający w latach 1874–1964.

## Historia
Pierwsze tramwaje w Bombaju uruchomiono 9 maja 1874 były to tramwaje konne. Tramwaje elektryczne uruchomiono 7 maja 1907. We wrześniu 1920 roku na ulice miasta wyjechały pierwsze tramwaje piętrowe. W 1935 w Bombaju było 433 tramwajów, które kursowały po trasach o długości 47 km. Tramwaje zlikwidowano 31 marca 1964. 
Planowana jest budowa tramwajów w tych częściach miasta do których nie dociera kolej podmiejska.